# 沈國器
沈國器（?—?），福建泉州府安溪縣（今福建省安溪縣）人，清朝政治人物、進士出身。
光緒三年，登進士；光绪三年五月，分部學習。光緒十年，授刑部主事。